# Der junge Maharadscha
Der junge Maharadscha ist ein US-amerikanisches Stummfilmmelodram des deutschstämmigen Phil Rosen aus dem Jahre 1922 mit Rudolph Valentino in der Titelrolle. Der Film basiert auf dem Bühnenstück Amos Judd (1895) von John Ames Mitchell.

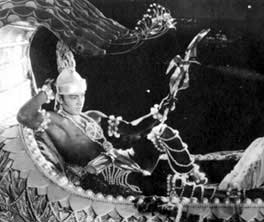
Szenenfoto mit Valentino

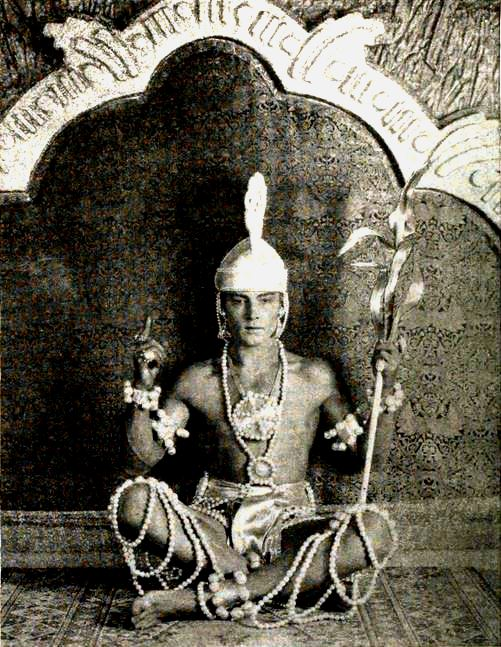
Szenenfoto mit Valentino

## Handlung
Amos Judd hat bislang ein sorgloses Leben eines jungen Amerikaners gelebt und ist in dem Glauben aufgewachsen, dass Joshua Judd sein leiblicher Vater sei. Nach 15 Jahren rückt der Alte nun mit der Wahrheit heraus: Amos ist adoptiert und sein richtiger Vater sei ein indischer Maharadscha gewesen. Der wurde einst von dem schurkischen Ali Khan gestürzt. Amos war damals in höchster Lebensgefahr, wurde von General Devi Das Gadi gerettet und zu seiner Sicherheit in die Vereinigten Staaten gebracht. Joshua Judd, der enge Kontakte nach Indien besitzt, nahm sich daraufhin seiner an. Amos studiert derzeit in Harvard. Dort zieht er den Hass des jungen Snobs Austin Slade junior auf sich, als er diesen um einen Platz im universitären Ruderteam ausbootet. Auf einer Party zur Feier eines Rudersiegs über den Erzrivalen von Yale bezeichnet der ebenso missgünstige wie rassistische Slade Amos als „gelb“ und schüttet einen Drink über ihn aus, woraufhin Amos ihn schlägt. Slade schnappt sich einen Stuhl als Waffe, aber Amos duckt sich und Slade stürzt durch ein offenes Fenster in den Tod. Amos wird von jeglichem Fehlverhalten freigesprochen, aber der Zeitungsbericht erregt die Aufmerksamkeit von Amhad Beg, dem Premierminister des usurpatorischen Ali Khan.
Während einer Sommerparty, die von seinem engen Freund Stephen Van Kovert ausgerichtet wird, beginnt sich Amos sehr für eine junge Frau zu interessieren. Sie heißt Molly Cabot. Zufällig beschließen Molly und ihre Familie, in Amos‘ Heimatstadt Urlaub zu machen. Während sie sich besser kennenlernen, überwindet Amos Mollys anfängliche Abneigung gegen ihn. Allerdings sagt die leicht blasierte Molly ihrem Vater, dass sie niemanden heiraten könne, der nicht ihren „eigenen Gesellschaftskreisen“ angehöre, egal wie sehr sie ihn lieben würde. Stattdessen willigt sie ein, ihren langjährigen Verehrer Horace Bennett zu heiraten, der ein guter Freund von Slade gewesen ist. Bennett fordert von Amos, er solle sich von seiner zukünftigen Frau fernhalten, doch als er Amos einen Mörder nennt, bringt dieser ihn mit Nachdruck dazu, sich zu entschuldigen. Als er geht, wird Amos von einem von Bennett geworfenen Stein am Kopf getroffen. Als Molly das sieht, eilt sie zu Amos und löst aus Abscheu über Bennetts hinterhältiger Aktion ihre Verlobung mit ihm.
Amos und Molly kommen trotz ihrer einstigen gesellschaftlichen Vorbehalte ihm gegenüber zusammen. Das glückliche Paar entscheidet sich für eine frühe Hochzeit, doch Amos hat eine Vision, der zufolge er am Tag vor der Eheschließung ermordet werden wird. Er hatte schon früher Visionen: All diese Vorahnungen trafen stets ein, auch wenn er versuchte, die angekündigten Geschehnisse zu verhindern. Amis’ Familie stammt angeblich vom Prinzen Arjuna ab. Die Gottheit Krishna gewährte Arjuna und allen seinen Nachkommen die Gabe der Prophezeiung. Als er dies seinem zukünftigen Schwiegervater, der bereits Zeuge der Richtigkeit von Amos‘ Visionen geworden war, offenbart, schlägt dieser vor, sich für einen Tag im Sanatorium eines Freundes einzuschließen. Amos tut dies, aber Amhad Beg und seine Männer finden und entführen ihn. Gerade als sie ihn töten wollen, wird Amos von dem indischen Mystiker Narada, der ebenfalls in die Zukunft blicken kann, und seinen Anhängern gerettet. Narada überzeugt den jungen Maharadscha, auf sein eigenes Glück in den USA zu verzichten und nach Indien zurückzukehren, um den Tyrannen zu stürzen. Pflichtbewusst, beugt sich Amos dieser Herausforderung. Der junge Maharadscha wird von seinem Volk willkommen geheißen. Die Armee revoltiert, woraufhin Ali Khan sich selbst tötet. Der neue Maharadscha von Dharmagar tröstet sich mit seiner neuesten Vision, die seine Hindu-Hochzeit mit Molly zeigt und er somit nicht auf ein Liebesglück verzichten müsse.

## Produktionsnotizen
Gedreht in den Monaten Juli und August 1922, kam The Young Rajah am 12. November 1922 in die amerikanischen Kinos. In Österreich lief der Streifen im Februar 1924 an. Eine deutsche Premiere ist zwar wahrscheinlich, kann aber derzeit nicht festgestellt werden.
Die extravaganten, indischen Phantasiekostüme (siehe Fotos rechts), die Valentino in diesem Film zu tragen hatte, entwarf seine Ehefrau Natacha Rambova.

## Kritiken
Der Film erhielt gemischte Kritiken. Das US-Fachblatt Photoplay Magazine wütete: “Das letzte – und schlechteste – Vehikel des glamourösen Rodolph Valentino. Offensichtlich in großer Eile herausgehämmert. (…) Das Ganze bricht zwischen Mystizismus und Realismus zusammen.”
Das Motion Picture Magazine befand: Dieser Film “ist ungefähr so künstlerisch und befriedigend wie eine billige Serie. Tatsächlich ist es die konzentrierte Essenz dessen, was seit jeher Serien ausmacht. (…) Sogar ‘The Valentino’ ist etwas in der Mittelmäßigkeit dieser Produktion versunken. Von den Nebendarstellern ist Charles Ogle der Einzige, der einigermaßen effektiv hervorsticht.”
Österreichs Die Filmwelt resümierte hingegen: “Prächtige Ausstattung, gute Inszenierung und geschickte Regie sind bemerkenswert.”
Das Neue Wiener Tagblatt schrieb: “Rudolf Valentino spielt diese Rolle mit der ihm eigenen Mischung von Sentimentalität und Verve, und die geschickte amerikanische Regie hat für prunkvolle Ausstattung und flottes Tempo der Inszenierung Sorge getragen.”